# 제리 마우스
제리 마우스(Jerry Mouse)는 단편 애니메이션 시리즈 《톰과 제리》의 주인공 중 하나이다. 윌리엄 해나, 조지프 바베라가 창작하였으며, 1940년 MGM 애니메이션 단편 《고양이, 쫓겨나다》에 "징크스"라는 이름으로 첫 등장하였다. 그러나, 다음 출연작인 《한밤중의 군것질》부터 제리로 알려졌다.